# Circuito del Lario
Il circuito del Lario fu una competizione motociclistica di grandissima popolarità disputatasi per quindici edizioni fra il 1921 e il 1939.

## Storia
La prima edizione della gara che si svolse il 29 maggio 1921 si dipanava su un circuito di 36,5 chilometri che attraversava Asso, Valbrona, Onno, Vassena, Limonta, Bellagio, Guello, Civenna, Magreglio, Barni e Lasnigo, da percorrere per 6 volte per una lunghezza totale di circa 220 km. Il tracciato comprendeva più di 300 curve e ben 550 metri di dislivello, con il punto più alto ai 754 m della Madonna del Ghisallo. Per la sua difficoltà veniva chiamato il Tourist Trophy italiano.
La prima edizione vide concorrere quattro categorie di motociclette divise per cilindrata: fino a 350, fino a 500, fino a 750 e fino a 1000 cm³; al termine si aggiudicò la vittoria assoluta Amedeo Ruggeri su una Harley Davidson. Ruggeri stesso se la aggiudicherà una seconda volta nel 1925 e, dopo di lui, solamente Pietro Ghersi, Tazio Nuvolari e Dorino Serafini se la aggiudicheranno per due volte.
In seguito la corsa si tenne annualmente, nei mesi di giugno o di luglio, fino allo scoppio della seconda guerra mondiale con solo le eccezioni degli anni 1932, 1933, 1936 e 1937.
A questa gara parteciparono motociclisti del rango di Achille Varzi, i fratelli Ghersi, Luigi Arcangeli, Omobono Tenni, Alberto Ascari e Nello Pagani.
La media record del circuito è stata stabilita da Nello Pagani su Moto Guzzi Condor 500, vincitore dell'ultima edizione nel 1939 alla media di 84,101 km/h.
Durante le prove della corsa nel 1925 vi perse la vita Isacco Mariani.
Dal 2003 si tiene ogni anno una rievocazione storica del Circuito del Lario aperta alle motociclette d'epoca.

## Albo d'oro
- 1921 - Amedeo Ruggeri (Harley-Davidson)
- 1922 - Ernesto Vailati (Sunbeam)
- 1923 - Valentino Gatti (Guzzi)
- 1924 - Pietro Ghersi (Guzzi)
- 1925 - Amedeo Ruggeri (Guzzi)
- 1926 - Pietro Ghersi (Guzzi)
- 1927 - Luigi Arcangeli (Sunbeam)
- 1928 - Achille Varzi (Bianchi)
- 1929 - Tazio Nuvolari (Bianchi)
- 1930 - Tazio Nuvolari (Bianchi)
- 1931 - Terzo Bandini (Rudge)
- 1934 - Carlo Fumagalli (Bianchi)
- 1935 - Dorino Serafini (Bianchi)
- 1938 - Dorino Serafini (Gilera)
- 1939 - Nello Pagani (Moto Guzzi Condor)